# Eryk Williamson
Eryk Tyrek Williamson (Alexandria, 11 giugno 1997) è un calciatore statunitense, centrocampista del Charlotte FC.

## Statistiche

### Presenze e reti nei club
Statistiche aggiornate al 10 novembre 2024.
| Stagione                  | Squadra                   | Campionato                | Campionato | Campionato | Coppe nazionali | Coppe nazionali | Coppe nazionali | Coppe continentali | Coppe continentali | Coppe continentali | Altre coppe | Altre coppe | Altre coppe | Totale | Totale |
| Stagione                  | Squadra                   | Comp                      | Pres       | Reti       | Comp            | Pres            | Reti            | Comp               | Pres               | Reti               | Comp        | Pres        | Reti        | Pres   | Reti   |
| ------------------------- | ------------------------- | ------------------------- | ---------- | ---------- | --------------- | --------------- | --------------- | ------------------ | ------------------ | ------------------ | ----------- | ----------- | ----------- | ------ | ------ |
| 2018                      | Portland Timbers 2        | USL                       | 15         | 3          |                 | -               | -               |                    | -                  | -                  |             | -           | -           | 15     | 3      |
| 2019                      | Portland Timbers 2        | USL                       | 19         | 4          |                 | -               | -               |                    | -                  | -                  |             | -           | -           | 19     | 4      |
| Totale Portland Timbers 2 | Totale Portland Timbers 2 | Totale Portland Timbers 2 | 34         | 7          |                 | -               | -               |                    | -                  | -                  |             | -           | -           | 34     | 7      |
| 2018                      | Portland Timbers          | MLS                       | 0          | 0          | USOC            | 1               | 0               |                    | -                  | -                  |             | -           | -           | 1      | 0      |
| 2019                      | Portland Timbers          | MLS                       | 7          | 0          | USOC            | 1               | 0               |                    | -                  | -                  |             | -           | -           | 8      | 0      |
| 2020                      | Portland Timbers          | MLS                       | 18+1       | 3+0        |                 | -               | -               |                    | -                  | -                  | MiB         | 7           | 0           | 26     | 3      |
| 2021                      | Portland Timbers          | MLS                       | 14         | 1          |                 | -               | -               | CCL                | 4                  | 0                  |             | -           | -           | 18     | 1      |
| 2022                      | Portland Timbers          | MLS                       | 21         | 0          | USOC            | 0               | 0               |                    | -                  | -                  |             | -           | -           | 21     | 0      |
| 2023                      | Portland Timbers          | MLS                       | 6          | 0          | USOC            | 0               | 0               |                    | -                  | -                  | LC          | 0           | 0           | 6      | 0      |
| 2024                      | Portland Timbers          | MLS                       | 28+1       | 2+0        |                 | -               | -               |                    | -                  | -                  | LC          | 3           | 0           | 32     | 3      |
| Totale Portland Timbers   | Totale Portland Timbers   | Totale Portland Timbers   | 94+2       | 6+0        |                 | 2               | 0               |                    | 4                  | 0                  |             | 10          | 0           | 110    | 6      |
| Totale carriera           | Totale carriera           | Totale carriera           | 130        | 13         |                 | 2               | 0               |                    | 4                  | 0                  |             | 10          | 0           | 146    | 14     |

### Cronologia presenze e reti in nazionale
| Cronologia completa delle presenze e delle reti in nazionale ― Stati Uniti | Cronologia completa delle presenze e delle reti in nazionale ― Stati Uniti | Cronologia completa delle presenze e delle reti in nazionale ― Stati Uniti | Cronologia completa delle presenze e delle reti in nazionale ― Stati Uniti | Cronologia completa delle presenze e delle reti in nazionale ― Stati Uniti | Cronologia completa delle presenze e delle reti in nazionale ― Stati Uniti | Cronologia completa delle presenze e delle reti in nazionale ― Stati Uniti | Cronologia completa delle presenze e delle reti in nazionale ― Stati Uniti |
| Data                                                                       | Città                                                                      | In casa                                                                    | Risultato                                                                  | Ospiti                                                                     | Competizione                                                               | Reti                                                                       | Note                                                                       |
| -------------------------------------------------------------------------- | -------------------------------------------------------------------------- | -------------------------------------------------------------------------- | -------------------------------------------------------------------------- | -------------------------------------------------------------------------- | -------------------------------------------------------------------------- | -------------------------------------------------------------------------- | -------------------------------------------------------------------------- |
| 12-7-2021                                                                  | Kansas City                                                                | Stati Uniti                                                                | 1 – 0                                                                      | Haiti                                                                      | Gold Cup 2021 - 1º turno                                                   | -                                                                          | 76’                                                                        |
| 15-7-2021                                                                  | Kansas City                                                                | Martinica                                                                  | 1 – 6                                                                      | Stati Uniti                                                                | Gold Cup 2021 - 1º turno                                                   | -                                                                          | 79’                                                                        |
| 29-7-2021                                                                  | Austin                                                                     | Qatar                                                                      | 0 – 1                                                                      | Stati Uniti                                                                | Gold Cup 2021 - Semifinale                                                 | -                                                                          | 63’                                                                        |
| 1-8-2021                                                                   | Paradise                                                                   | Stati Uniti                                                                | 1 – 0 dts                                                                  | Messico                                                                    | Gold Cup 2021 - Finale                                                     | -                                                                          |                                                                            |
| 26-1-2023                                                                  | Los Angeles                                                                | Stati Uniti                                                                | 1 – 2                                                                      | Serbia                                                                     | Amichevole                                                                 | -                                                                          | 58’                                                                        |
| 29-1-2023                                                                  | Carson                                                                     | Stati Uniti                                                                | 0 – 0                                                                      | Colombia                                                                   | Amichevole                                                                 | -                                                                          | 46’                                                                        |
| Totale                                                                     |                                                                            | Presenze                                                                   | 6                                                                          |                                                                            | Reti                                                                       | 0                                                                          |                                                                            |

## Palmarès

### Club
- MLS is Back Tournament: 1

Portland Timbers: 2020

### Nazionale
- Gold Cup: 1

Stati Uniti 2021